# Non toccate le ragazze
Non toccate le ragazze (Joy of Sex o National Lampoon's Joy of Sex) è un film del 1984 diretto da Martha Coolidge.
È un film commedia statunitense con Cameron Dye, Michelle Meyrink e Colleen Camp. È basato sul romanzo del 1972 La gioia del sesso (The Joy of Sex) di Alex Comfort.

## Trama
Leslie Hindenberg ha appena raggiunto l'ultimo anno di scuola media superiore. Ella si reca dal medico per fargli esaminare un neo, ma per errore viene a credere di aver solo più sei settimane di vita e quindi decide di perdere la sua verginità. Però per lei diventa difficile raggiungere il suo obiettivo essendo suo padre l'insegnante di educazione fisica della scuola. 
I giovani temono di dare appuntamenti alla figlia del loro insegnante, ma Alan Holt è un tipo che vanta spacconate sulla sua vita sessuale. Egli è piuttosto frustrato poiché non riesce a smettere di pensare al sesso e tenta in tutti i modi possibili di perdere la propria verginità.

## Produzione
Il film, diretto da Martha Coolidge su una sceneggiatura di Kathleen Rowell e J.J. Salter con il soggetto di Alex Comfort (autore del romanzo), fu prodotto da Frank Konigsberg per la Paramount Pictures in associazione con la Cinema Group Ventures e girato a Santa Monica in California.

## Distribuzione
Il film fu distribuito con il titolo Joy of Sex negli Stati Uniti dal 3 agosto 1984 al cinema dalla Paramount Pictures.
Alcune delle uscite internazionali sono state:
- in Germania Ovest nel 1987 (Joy of Sex)
- in Spagna (Gran lío en la universidad)
- in Finlandia (Seksin ilot)
- in Italia (Non toccate le ragazze)[6]

## Critica
Secondo Leonard Maltin "nulla del libro di Alex Comfort - incluso il nome- è rimasto (e, malgrado il titolo, nessuno sembra divertirsi) in questa commedia di liceali brutta in maniera imbarazzante".

## Promozione
La tagline è: "Somewhere between Virginity and Senility lies Paradise.".